# FIFI Wild Cup
La FIFI Wild Cup è stata una competizione calcistica, alternativa alla Coppa del mondo FIFA, organizzata dalla FIFI (Federation of International Football Independents). Riservata alle selezioni di calcio delle nazioni non riconosciute dalla FIFA, l'unica edizione disputata si è svolta a St. Pauli, un distretto di Amburgo, nel nord della Germania, tra il 29 maggio ed il 3 giugno 2006, ovvero una settimana prima dell'inizio ufficiale del campionato del mondo 2006 organizzato proprio in terra tedesca. Tutte le gare sono state giocate al Millerntor-Stadion di St. Pauli. La vittoria finale andò a Cipro del Nord.
Questo torneo, sponsorizzato da un consorzio di gioco d'azzardo on-line che aveva visto nel torneo la via per farsi pubblicità, permise ad entità politiche non riconosciute di giocare in una competizione internazionale. Alla coppa parteciparono cinque nazioni: Groenlandia, Tibet, Zanzibar, Gibilterra, e Cipro del Nord. Partecipò anche la squadra della FC St. Pauli, che rappresentava il distretto di St. Pauli in Amburgo, dietro lo pseudonimo di "Repubblica di St. Pauli".
Quando cominciò il torneo, l'organizzatore Jorg Pommeranz dichiarò che la FIFI aveva dovuto combattere con pezzi grossi come la FIFA e l'ambasciata Cinese in Germania. Ufficialmente la Cina inviò una lettera alla FIFI, chiedendo di disinvitare il Tibet, ma la FIFI rifiutò. Quindi la FIFA dichiarò di avere il diritto di cancellare gli incontri, ma la FIFI si oppose nuovamente. Richiese inoltre più lavoro ottenere i permessi per far entrare i giocatori nordciprioti in Germania.
Nel 2010 si sarebbe dovuta disputare in Groenlandia un'ulteriore edizione della FIFI Wild Cup, ma ciò non avvenne a causa dello scioglimento prematuro della FIFI.

## Squadre partecipanti
Hanno partecipato alla manifestazione sei selezioni di calcio non affiliate alla FIFA:
- Cipro del Nord
- Gibilterra (poi divenuta membro UEFA nel 2013 e FIFA nel 2016)
- Groenlandia
- Repubblica di St. Pauli
- Tibet
- Zanzibar

## Risultati

### Fase a gironi

#### Gruppo A
| Pos | Squadra                 | G | V | N | P | GF | GS | DG  | Pt | Risultato                        |
| --- | ----------------------- | - | - | - | - | -- | -- | --- | -- | -------------------------------- |
| 1   | Repubblica di St. Pauli | 2 | 1 | 1 | 0 | 8  | 1  | +7  | 4  | Qualificate alla fase successiva |
| 2   | Gibilterra              | 2 | 1 | 1 | 0 | 6  | 1  | +5  | 4  | Qualificate alla fase successiva |
| 3   | Tibet                   | 2 | 0 | 0 | 2 | 0  | 12 | −12 | 0  |                                  |

| St. Pauli 29 maggio 2006 | Repubblica di St. Pauli | 1 – 1 | Gibilterra | Millerntor-Stadion |

| St. Pauli 30 maggio 2006 | Repubblica di St. Pauli | 7 – 0 | Tibet | Millerntor-Stadion |

| St. Pauli 31 maggio 2006 | Tibet | 0 – 5 | Gibilterra | Millerntor-Stadion |

#### Gruppo B
| Pos | Squadra        | G | V | N | P | GF | GS | DG | Pt | Risultato                        |
| --- | -------------- | - | - | - | - | -- | -- | -- | -- | -------------------------------- |
| 1   | Cipro del Nord | 2 | 2 | 0 | 0 | 4  | 1  | +3 | 6  | Qualificate alla fase successiva |
| 2   | Zanzibar       | 2 | 1 | 0 | 1 | 5  | 5  | 0  | 3  | Qualificate alla fase successiva |
| 3   | Groenlandia    | 2 | 0 | 0 | 2 | 2  | 5  | −3 | 0  |                                  |

| St. Pauli 29 maggio 2006 | Cipro del Nord | 1 – 0 | Groenlandia | Millerntor-Stadion |

| St. Pauli 30 maggio 2006 | Cipro del Nord | 3 – 1 | Zanzibar | Millerntor-Stadion |

| St. Pauli 31 maggio 2006 | Groenlandia | 2 – 4 | Zanzibar | Millerntor-Stadion |

### Fase a eliminazione diretta
|  | Semifinali              | Semifinali              | Semifinali |          |                      | Finale                  | Finale                  | Finale          |  |
|  |                         |                         |            |          |                      |                         |                         |                 |  |
|  | Cipro del Nord          | Cipro del Nord          | 2          |          |                      |                         |                         |                 |  |
|  | Cipro del Nord          | Cipro del Nord          | 2          |          |                      |                         |                         |                 |  |
|  | Gibilterra              | Gibilterra              | 0          |          |                      |                         |                         |                 |  |
|  | Gibilterra              | Gibilterra              | 0          |          | Cipro del Nord (dtr) | Cipro del Nord (dtr)    | 0 (4)                   |                 |  |
|  |                         |                         |            |          | Cipro del Nord (dtr) | Cipro del Nord (dtr)    | 0 (4)                   |                 |  |
|  |                         |                         | Zanzibar   | Zanzibar | 0 (1)                |                         |                         |                 |  |
|  | Repubblica di St. Pauli | Repubblica di St. Pauli | Zanzibar   | Zanzibar | 0 (1)                | 1                       |                         |                 |  |
|  | Repubblica di St. Pauli | Repubblica di St. Pauli |            |          |                      | 1                       |                         |                 |  |
|  | Zanzibar                | Zanzibar                | 2          |          |                      | Finale 3º posto         | Finale 3º posto         | Finale 3º posto |  |
|  | Zanzibar                | Zanzibar                | 2          |          |                      |                         |                         |                 |  |
|  |                         |                         |            |          |                      |                         |                         |                 |  |
|  |                         |                         |            |          |                      | Repubblica di St. Pauli | Repubblica di St. Pauli | 1               |  |
|  |                         |                         |            |          |                      | Repubblica di St. Pauli | Repubblica di St. Pauli | 1               |  |
|  |                         |                         |            |          |                      | Gibilterra              | Gibilterra              | 2               |  |

#### Semifinali
| St. Pauli 1º giugno 2006 | Cipro del Nord | 2 – 0 | Gibilterra | Millerntor-Stadion |

| St. Pauli 1º giugno 2006 | Repubblica di St. Pauli | 1 – 2 | Zanzibar | Millerntor-Stadion |

#### Finale 3º posto
| St. Pauli 3 giugno 2006 | Repubblica di St. Pauli | 1 – 2 | Gibilterra | Millerntor-Stadion |

#### Finale
| St. Pauli 3 giugno 2006 | Cipro del Nord       | 0 – 0 (d.t.s.) | Zanzibar | Millerntor-Stadion |
| \| \| \| \| \| \| Tiri di rigore 4 – 1 \| \| \| Hasan Piro Çagan Cerkez Serhan Gönelli Hüseyin Amcaoglu Serkan Önet Ertaç Taşkiran Erdinç Borekci Hamis Çakir Çoskun Ulusoy Derviş Kolcu Hüseyin Kayalilar (60' Kemal Uçaner) \| Formazioni \| Raahani Agrey Moris Nadir Haroub Mwinyi Soud Abdulla Nassor Massoud Salmin Masoud Ali Salum Ussi Abdalla Juma (70' Ali Kani) Maulid Ibrahim \| |                      | |          |                    |
| |                      | |          |                    |
| | Tiri di rigore 4 – 1 | |          |                    |
| Hasan Piro Çagan Cerkez Serhan Gönelli Hüseyin Amcaoglu Serkan Önet Ertaç Taşkiran Erdinç Borekci Hamis Çakir Çoskun Ulusoy Derviş Kolcu Hüseyin Kayalilar (60' Kemal Uçaner) | Formazioni           | Raahani Agrey Moris Nadir Haroub Mwinyi Soud Abdulla Nassor Massoud Salmin Masoud Ali Salum Ussi Abdalla Juma (70' Ali Kani) Maulid Ibrahim |          |                    |